# Scott Hiller
Pour les articles homonymes, voir Hiller.
Scott Hiller est un entraîneur de crosse, dans la Major League Lacrosse et de la National Collegiate Athletic Association et ancien joueur professionnel.  Il est actuellement entraîneur principal des Bayhawks de Chesapeake et entraîneur des Cannons de Boston pour quatre saisons, vainqueur du trophée du meilleur entraîneur de Major League Lacrosse.
Diplômé en 1990 de l'Université du Massachusetts, Hiller fut assistant entraîneur volontaire pour le Championnat National d'équipe féminine Lacrosse de la Northwestern University en 2006.